# Wantijfestival
Wantijfestival is een muziekfestival dat sinds 1995 jaarlijks plaatsvindt in het tweede weekend van juni in het Wantijpark te Dordrecht, in de Nederlandse provincie Zuid-Holland. Het weekendevenement bestaat uit het popfestival Wantijpop op de zaterdag en het wereldmuziekfestival Rainbowpark op de zondag. Ook is er straattheater, acrobatiek en dans. In totaal treden er circa vijftig bands/acts op en komen er tussen de 30.000 en 35.000 bezoekers. De organisatie is in handen van Stichting Popprojecten, een werkstichting van de poporganisatie Popunie die zich bezighoudt met het stimuleren van de popcultuur. Het festival richt zich met name op de jongeren- en allochtonendoelgroep.

## Opzet
In 1995 was Dordrecht culturele hoofdstad van Zuid-Holland en organiseerde het popproject Wantijpop en het wereldmuziekfestival 'Kleurrijk in Vrijheid'. De Samsonic-livetour was vanaf het eerste jaar tot en met 2004 vast onderdeel van het festival. Sinds 1998 is het een tweedaags festival met ook een educatief kinderdorp. In 2000 werd Rainbowpark genomineerd voor 'Festival van het jaar' door de Vereniging van Nederlandse Poppodia en Festivals (VNP). Sinds 2002 zijn er afterparty's en sinds 2004 pre-party's - beide soorten dancefeesten worden sinds 2006 onder de naam Wantijfestival Clubnights geschaard met regionale artiesten en meer bekendere namen. In 2006 vond er op 6 en 7 januari een Wantijfestival Indoor plaats in het poppodium Bibelot. Een ideële cultuurmarkt benadrukt de stedenbanden die Dordrecht heeft met Bamenda (Kameroen), Emalahleni (Zuid-Afrika) en Varna (Bulgarije).
De organisatie heeft er haar beleid van gemaakt om amateurartiesten naast beroepsartiesten te laten optreden en popmuziek met wereldmuziek binnen het festival te combineren. Minder bekende en minder ervaren artiesten zouden zo voor groot publiek kunnen spelen. Op het regiopodium op Wantijpop spelen bands van lokale muziekscholen en winnaars van diverse muziekconcoursen, zoals Band Boost (Bibelot Dordrecht), Kleine Prijs van de Alblasserwaard (Elektra, Sliedrecht), Rockslag bij Gorinchem, Gooth Grote Prijs van Ridderkerk (De Gooth) en de Grote Prijs van Zuid-Holland.
Sinds 2005 wordt de thematische JongerenSPOT! georganiseerd door het centrum voor internationale samenwerking COS Zuid-Holland Zuid, de Dordtse Welzijns Organisatie (DWO), de stichting voor kunstzinnige vorming ToBe en de popschool De Popcentrale. In 2008 is deze jongerenspot met het kinderdorp samengevoegd tot een hangplek rond het thema duurzaamheid en fairtrade onder de naam Global Lounge.

## Publiek
75% van de bezoekers komt uit Dordrecht, 12% uit de overige Drechtsteden en 13% van elders. Op Wantijpop is 77% van de bezoekers autochtonen tegen 23% allochtonen; op Rainbowpark is dit 66% autochtoon en 34% allochtoon. Onder het publiek zijn alle leeftijdscategorieën vertegenwoordigd; waarbij 52% van het publiek in de leeftijdsgroep van 15 tot 29 jaar zit. (Bron: publieksonderzoek Gemeente Dordrecht, 2002)